# Meryem Akdağ
Meryem Akdağ (ou Miriam Jepchirhir Maiyo, Meryem Akda) née le 5 août 1992 à Eldoret, est une athlète kényane naturalisée turque.

## Carrière
Elle concourt pour le Kenya jusqu'en 2015 avant  de devenir éligible pour participer à des compétitions internationales pour la Turquie en 2016.
Aux Championnats d'Europe de cross-country 2016 à Chia, Meryem Akdağ est médaillée d'argent en individuel et médaillée d'or par équipes. La même année, elle termine 14e de sa série du 3 000 mètres steeple féminin aux Jeux olympiques d'été de 2016 à Rio de Janeiro.
Elle est médaillée de bronze en relais mixte aux Championnats du monde de cross-country 2017 à Kampala. La même année, elle termine 37e des séries du 1 500 mètres féminin aux championnats du monde d'athlétisme 2017 à Londres et remporte lors des Jeux de la solidarité islamique à Bakou la médaille d'argent sur 1 500 mètres et la médaille de bronze sur le relais 4 × 400 mètres.